# Chökyi Gyeltshen (Sakyapa)
| Tibetische Bezeichnung                       |
| -------------------------------------------- |
| Tibetische Schrift: ཆོས་ཀྱི་རྒྱལ་མཚན              |
| Wylie-Transliteration: chos kyi rgyal mtshan |
| Chinesische Bezeichnung                      |
| Traditionell: 卻吉堅贊                       |
| Vereinfacht: 却吉坚赞                        |
| Pinyin:Queji Jianzan                         |

 Chökyi Gyeltshen  (tib. chos kyi rgyal mtshan; geb. 1332; gest. 1359) war ein Vertreter des Lhakhang-Ladrang (lha khang bla brang) -Zweiges, einer der vier Ladrang (tib. bla rang; chin. larang 喇让) aus  der Sakya-Schule des tibetischen Buddhismus.
Er war der älteste Sohn des Kaiserlichen Lehrers Künga Gyeltshen der Yuan-Dynastie. Er betrat die Mongolen-Hauptstadt im Jahr 1356 und wurde zum Kaiserlichen Lehrer der Yuan-Dynastie (ta dben gu shri; chin. Da Yuan guoshi 大元国师) ernannt. Der Sohn von Chökyi Gyeltshen, Künga Trashi Gyeltshen (kun dga' bkra shis rgyal mtshan), der aus der Geschichte der Ming-Dynastie (Mingshi) als (chin.) Kunzesipa 昆泽思巴 bekannt ist, wurde in den frühen Jahren der Ming-Dynastie zum Mahayana-Dharma-König (theg chen chos rje; chin. Dasheng fawang 大乘法王) ernannt. Diese Linie des Lhakhang Ladrang (lha khang bla brang; chin. Lakang Larang 拉康喇让) -Zweiges war zu Beginn des 16. Jahrhunderts weitgehend erloschen. Chökyi Gyeltshen starb im Jahr 1359 im Alter von 27 Jahren.